# 韩国国务副总理
国务副总理（韩语：／ Gungmu Buchongni），通稱副總理，是韩国国务会议高级成员，担任国务总理副手。当发生弹劾或总理空缺时，副总理将依序代理总理职务。现任經濟副總理為具润哲，他自2025年7月18日起就职，而代理社會副总理为崔銀玉，她自2025年7月29日起就职。
《韩国宪法》并无规定副总理一职，但《政府组织法》明确规定了副总理的职务。总理因事不能履行职务时，由副总理代行职务；副总理因事故不能履行职务时，由总统指定的国务委员代行其职务；未指定者，由国务委员依政府组织法第二十六条第一项规定之顺序行使职务。
副总理可由特定部委的长官兼任，但一般是政府主管重大政策的部门长官兼任。现行《政府组织法》规定由企划财政部长官和教育部长官兼任国务副总理。
根据公务员薪酬条例规定，副总理的职位低于总理，其报酬高于同级部长和公务员，唯一享受同等待遇的公务员是“监查院长”（《公务员薪酬条例》第35条）。

## 历史
1963年12月，为了集中青瓦台和行政机关分散的各经济部门的权力，并指挥它们实现经济增长，朴正熙政府任命经济企划院长官兼任主管经济的副总理。全斗焕政府时期，当国务委员被任命为特使出国时，他被授予副总理的头衔。
1990年12月，卢泰愚政府设立“统一副总理”一职，由统一院长官兼任。1994年12月，财政部与经济企划院合并改组为财政经济院，长官继续兼任经济副总理职务。
1998年2月金大中政府为应对金融危机，推行小政府，全面废除副总理职务，财政经济院改组为财政经济部。2001年1月，恢复副总理职务，财政经济部长官兼任经济副总理，教育与人的资源部长官兼任教育副总理。2004年9月，卢武铉政府增设科学技术副总理，由科学技术部长官兼任。
2008年2月，李明博政府再次废除副总理职务，财政经济部与企划预算处合并，改组为企划财政部，教育与人的资源部和科学技术部合并为教育科学技术部。
2013年3月，朴槿惠政府重新设置副总理，企划财政部长官兼任经济副总理，教育科学技术部分拆为教育部和未来创造科学部，2014年11月起教育部长官兼任社会副总理。

## 副总理列表
| 姓名                  | 肖像                  | 在任时间                                    | 在任时间              | 在任时间              | 职务 兼任部门                                                                          | 总统           |
| 姓名                  | 肖像                  | 就任时间                                    | 卸任时间              | 在任时长              | 职务 兼任部门                                                                          | 总统           |
| --------------------- | --------------------- | ------------------------------------------- | --------------------- | --------------------- | -------------------------------------------------------------------------------------- | -------------- |
| 金裕澤                |                       | 1963年12月17日                              | 1964年5月11日         | 146天                 | 经济副总理 经济企划院长官                                                              | 朴正熙         |
| 張基榮                |                       | 1964年5月11日                               | 1967年10月3日         | 3年145天              | 经济副总理 经济企划院长官                                                              | 朴正熙         |
| 朴忠勋                |                       | 1967年10月3日                               | 1969年6月3日          | 1年243天              | 经济副总理 经济企划院长官                                                              | 朴正熙         |
| 金鶴烈                |                       | 1969年6月3日                                | 1972年1月4日          | 2年215天              | 经济副总理 经济企划院长官                                                              | 朴正熙         |
| 太完善                |                       | 1972年1月4日                                | 1974年9月18日         | 2年257天              | 经济副总理 经济企划院长官                                                              | 朴正熙         |
| 南悳祐                |                       | 1974年9月18日                               | 1978年12月22日        | 4年95天               | 经济副总理 经济企划院长官                                                              | 朴正熙         |
| 申铉碻                |                       | 1978年12月22日                              | 1979年12月13日        | 356天                 | 经济副总理 经济企划院长官                                                              | 朴正熙         |
| 李漢彬                |                       | 1979年12月13日                              | 1980年5月22日         | 161天                 | 经济副总理 经济企划院长官                                                              | 崔圭夏         |
| 金元基                |                       | 1980年5月22日                               | 1980年9月2日          | 103天                 | 经济副总理 经济企划院长官                                                              | 崔圭夏         |
| 申秉铉                |                       | 1980年9月2日                                | 1982年1月4日          | 1年124天              | 经济副总理 经济企划院长官                                                              | 全斗焕         |
| 金埈成                |                       | 1982年1月4日                                | 1983年7月7日          | 1年184天              | 经济副总理 经济企划院长官                                                              | 全斗焕         |
| 徐錫俊                |                       | 1983年7月7日                                | 1983年10月7日         | 92天                  | 经济副总理 经济企划院长官                                                              | 全斗焕         |
| 申秉铉                |                       | 1983年10月15日                              | 1986年1月8日          | 2年85天               | 经济副总理 经济企划院长官                                                              | 全斗焕         |
| 金滿堤                |                       | 1986年1月8日                                | 1987年5月26日         | 1年138天              | 经济副总理 经济企划院长官                                                              | 全斗焕         |
| 鄭寅用                |                       | 1987年5月26日                               | 1988年2月24日         | 274天                 | 经济副总理 经济企划院长官                                                              | 全斗焕         |
| 羅雄培                |                       | 1988年2月25日                               | 1988年12月5日         | 284天                 | 经济副总理 经济企划院长官                                                              | 卢泰愚         |
| 赵淳                  |                       | 1988年12月5日                               | 1990年3月17日         | 1年102天              | 经济副总理 经济企划院长官                                                              | 卢泰愚         |
| 李承润                |                       | 1990年3月17日                               | 1991年2月18日         | 338天                 | 经济副总理 经济企划院长官                                                              | 卢泰愚         |
| 崔浩中                |                       | 1990年12月27日                              | 1992年6月25日         | 1年181天              | 统一副总理 统一院长官                                                                  | 卢泰愚         |
| 崔珏圭                |                       | 1991年2月18日                               | 1993年2月25日         | 2年7天                | 经济副总理 经济企划院长官                                                              | 卢泰愚         |
| 崔永喆                |                       | 1992年6月25日                               | 1993年2月25日         | 245天                 | 统一副总理 统一院长官                                                                  | 卢泰愚         |
| 李經植                |                       | 1993年2月25日                               | 1993年12月21日        | 299天                 | 经济副总理 经济企划院长官                                                              | 金泳三         |
| 韓完相                |                       | 1993年2月25日                               | 1993年12月22日        | 300天                 | 统一副总理 统一院长官                                                                  | 金泳三         |
| 丁渽錫                |                       | 1993年12月21日                              | 1994年10月4日         | 287天                 | 经济副总理 经济企划院长官                                                              | 金泳三         |
| 李荣德                |                       | 1993年12月22日                              | 1994年4月30日         | 129天                 | 统一副总理 统一院长官                                                                  | 金泳三         |
| 李洪九                |                       | 1994年4月30日                               | 1994年12月17日        | 231天                 | 统一副总理 统一院长官                                                                  | 金泳三         |
| 洪在馨                |                       | 1994年10月4日                               | 1995年12月20日        | 1年77天               | 经济副总理 经济企划院长官（至1994年12月23日） 财政经济院长官 （1994年12月23日起）      | 金泳三         |
| 宋榮大（代理）        |                       | 1994年12月17日                              | 1994年12月23日        | 6天                   | 统一副总理 统一院长官                                                                  | 金泳三         |
| 金悳                  |                       | 1994年12月24日                              | 1995年2月22日         | 60天                  | 统一副总理 统一院长官                                                                  | 金泳三         |
| 羅雄培                |                       | 1995年2月22日                               | 1996年8月8日          | 1年168天              | 统一副总理 统一院长官（至1995年12月21日) 经济副总理 财政经济院长官（1995年12月21日起） | 金泳三         |
| 權五琦                |                       | 1995年12月21日                              | 1998年3月2日          | 2年71天               | 统一副总理 统一院长官                                                                  | 金泳三         |
| 韩昇洙                |                       | 1996年8月8日                                | 1997年3月5日          | 209天                 | 经济副总理 财政经济院长官                                                              | 金泳三         |
| 姜庆植                |                       | 1997年3月5日                                | 1997年11月19日        | 259天                 | 经济副总理 财政经济院长官                                                              | 金泳三         |
| 林昌烈                |                       | 1997年11月19日                              | 1998年3月5日          | 106天                 | 经济副总理 财政经济院长官                                                              | 金泳三         |
| 未设置（1998–2001年） | 未设置（1998–2001年） | 未设置（1998–2001年）                       | 未设置（1998–2001年） | 未设置（1998–2001年） | 未设置（1998–2001年）                                                                  | 金大中         |
| 陳稔                  |                       | 2001年1月29日                               | 2002年4月15日         | 1年76天               | 经济副总理 财政经济部长官                                                              | 金大中         |
| 韓完相                |                       | 2001年1月29日                               | 2002年1月29日         | 1年0天                | 教育副总理 教育与人的资源部长官                                                        | 金大中         |
| 李相周                |                       | 2002年1月29日                               | 2003年3月6日          | 1年36天               | 教育副总理 教育与人的资源部长官                                                        | 金大中         |
| 田允喆                |                       | 2002年4月15日                               | 2003年2月27日         | 318天                 | 经济副总理 财政经济部长官                                                              | 金大中         |
| 金振杓                |                       | 2003年2月27日                               | 2004年2月10日         | 348天                 | 经济副总理 财政经济部长官                                                              | 卢武铉         |
| 尹德弘                |                       | 2003年3月7日                                | 2003年12月24日        | 292天                 | 教育副总理 教育与人的资源部长官                                                        | 卢武铉         |
| 安秉永                |                       | 2003年12月24日                              | 2005年1月5日          | 1年12天               | 教育副总理 教育与人的资源部长官                                                        | 卢武铉         |
| 李宪宰                |                       | 2004年2月10日                               | 2005年3月7日          | 1年25天               | 经济副总理 财政经济部长官                                                              | 卢武铉         |
| 吳明                  |                       | 2004年10月18日                              | 2006年2月10日         | 1年115天              | 科学技术副总理 科学技术部长官                                                          | 卢武铉         |
| 李基俊                |                       | 2005年1月5日                                | 2005年1月11日         | 6天                   | 教育副总理 教育与人的资源部长官                                                        | 卢武铉         |
| 金永植（代理）        |                       | 2005年1月11日                               | 2005年1月27日         | 16天                  | 教育副总理 教育与人的资源部长官                                                        | 卢武铉         |
| 金振杓                |                       | 2005年1月28日                               | 2006年7月21日         | 1年174天              | 教育副总理 教育与人的资源部长官                                                        | 卢武铉         |
| 韩悳洙                |                       | 2005年3月14日                               | 2006年7月18日         | 1年126天              | 经济副总理 财政经济部长官                                                              | 卢武铉         |
| 金雨植                |                       | 2006年2月10日                               | 2008年2月29日         | 2年19天               | 科学技术副总理 科学技术部长官                                                          | 卢武铉         |
| 权五奎                |                       | 2006年7月18日                               | 2008年2月29日         | 1年226天              | 经济副总理 财政经济部长官                                                              | 卢武铉         |
| 金秉准                |                       | 2006年7月21日                               | 2006年8月9日          | 19天                  | 教育副总理 教育与人的资源部长官                                                        | 卢武铉         |
| 李鍾瑞（代理）        |                       | 2006年8月9日                                | 2006年9月19日         | 41天                  | 教育副总理 教育与人的资源部长官                                                        | 卢武铉         |
| 金信一                |                       | 2006年9月20日                               | 2008年2月6日          | 1年139天              | 教育副总理 教育与人的资源部长官                                                        | 卢武铉         |
| 徐南洙（代理）        |                       | 2008年2月6日                                | 2008年2月28日         | 22天                  | 教育副总理 教育与人的资源部长官                                                        | 卢武铉         |
| 未设置（2008–2013年） | 未设置（2008–2013年） | 未设置（2008–2013年）                       | 未设置（2008–2013年） | 未设置（2008–2013年） | 未设置（2008–2013年）                                                                  | 李明博         |
| 朴宰完（代理）        |                       | 2013年2月25日                               | 2013年3月22日         | 25天                  | 经济副总理 企划财政部长官                                                              | 朴槿惠         |
| 玄旿錫                |                       | 2013年3月22日                               | 2014年7月15日         | 1年115天              | 经济副总理 企划财政部长官                                                              | 朴槿惠         |
| 崔炅焕                |                       | 2014年7月15日                               | 2016年1月12日         | 1年181天              | 经济副总理 企划财政部长官                                                              | 朴槿惠         |
| 羅承日（代理）        |                       | 2014年7月17日                               | 2014年8月8日          | 22天                  | 社会副总理 教育部长官                                                                  | 朴槿惠         |
| 黄祐吕                |                       | 2014年8月8日（代理） 2014年11月19日（正任） | 2016年1月12日         | 1年157天              | 社会副总理 教育部长官                                                                  | 朴槿惠         |
| 柳一镐                |                       | 2016年1月13日                               | 2017年6月9日          | 1年147天              | 经济副总理 企划财政部长官                                                              | 朴槿惠         |
| 李俊植                |                       | 2016年1月13日                               | 2017年7月4日          | 1年172天              | 社会副总理 教育部长官                                                                  | 朴槿惠         |
| 金东兖                |                       | 2017年6月9日                                | 2018年12月10日        | 1年184天              | 经济副总理 企划财政部长官                                                              | 文在寅         |
| 金相坤                |                       | 2017年7月4日                                | 2018年10月2日         | 1年90天               | 社会副总理 教育部长官                                                                  | 文在寅         |
| 俞银惠                |                       | 2018年10月2日                               | 2022年5月9日          | 3年219天              | 社会副总理 教育部长官                                                                  | 文在寅         |
| 洪楠基                |                       | 2018年12月10日                              | 2022年5月9日          | 3年150天              | 经济副总理 企划财政部长官                                                              | 文在寅         |
| 秋庆镐                |                       | 2022年5月10日                               | 2023年12月28日        | 1年232天              | 经济副总理 企划财政部长官                                                              | 尹锡悦         |
| 張商允（代理）        |                       | 2022年5月10日                               | 2022年7月4日          | 55天                  | 社会副总理 教育部长官                                                                  | 尹锡悦         |
| 朴順愛                |                       | 2022年7月4日                                | 2022年8月9日          | 36天                  | 社会副总理 教育部长官                                                                  | 尹锡悦         |
| 張商允（代理）        |                       | 2022年8月9日                                | 2022年11月7日         | 90天                  | 社会副总理 教育部长官                                                                  | 尹锡悦         |
| 李周浩                |                       | 2022年11月7日                               | 2025年7月29日         | 2年264天              | 社会副总理 教育部长官                                                                  | 尹锡悦         |
| 崔相穆                |                       | 2023年12月29日                              | 2025年5月1日          | 1年123天              | 经济副总理 企划财政部长官                                                              | 尹锡悦         |
| 金范锡（代理）        |                       | 2025年5月1日                                | 2025年6月10日         | 40天                  | 经济副总理 企划财政部长官                                                              | 李周浩（代理） |
| 李炯日（代理）        |                       | 2025年6月10日                               | 2025年7月18日         | 38天                  | 经济副总理 企划财政部长官                                                              | 李在明         |
| 具润哲                |                       | 2025年7月18日                               | 现任                  | 32天                  | 经济副总理 企划财政部长官                                                              | 李在明         |
| 崔銀玉（代理）        |                       | 2025年7月29日                               | 现任                  | 21天                  | 社会副总理 教育部长官                                                                  | 李在明         |